# Ranvir Shorey
Ranvir Shorey, né à Jalandhar (Punjab), en Inde, le 18 août 1972, est un acteur indien, ancien vidéo-jockey.

## Biographie
Ranvir Shorey se marie avec l'actrice Konkona Sen Sharma en 2010.

## Filmographie partielle

### Au cinéma
- 1999 : Saamne Yeh Kaun
- 2002 : Ek Chhotisi Love Story : The woman's boyfriend
- 2003 : Fatale Attraction (Jism) : Vishal
- 2003 : Freaky Chakra : The writer
- 2003 : Waisa Bhi Hota Hai Part II : Barista Trio
- 2004 : Lakshya
- 2005 : Hum Dum : Anthony
- 2005 : The Film : Director Kaushik
- 2006 : Mixed Doubles : Sunil Arora
- 2006 : Yun Hota Toh Kya Hota
- 2006 : Shiva : Daksh Kumar
- 2006 : Pyaar Ke Side Effects : Nanoo
- 2006 : Khosla Ka Ghosla! : Balwant 'Bunty' Khosla
- 2007 : Traffic Signal : Dominic D'Souza
- 2007 : Honeymoon Travels Pvt. Ltd. : Hitesh
- 2007 : Bheja Fry : Asif Merchant
- 2007 : Buddha Mar Gaya : Munna
- 2007 : No Smoking : Abbas Tyrewala
- 2007 : Aaja Nachle : Mohan Sharma
- 2008 : Mithya : Virendra Kumar 'V.K.' Agarwal / Rajendranath 'Rajebhai' Sahay
- 2008 : Sirf....: Life Looks Greener on the Other Side : Akash Ranade
- 2008 : Ugly Aur Pagli : Kabir Achrekar
- 2008 : Singh Is Kinng : Puneet
- 2008 : Good Luck! : Javed
- 2008 : 8 : Arif (segment "How can it be ?")
- 2008 : Dasvidaniya : Jagtap
- 2009 : Chandni Chowk to China : Chopstick
- 2009 : Thanks Maa : M.C. Motwani
- 2009 : Quick Gun Murugun: Misadventures of an Indian Cowboy : Sansani Reporter
- 2009 : Do Knot Disturb : Nunnu / John Matthews
- 2009 : Fatso!
- 2009 : Raat Gayi, Baat Gayi? : Gagandeep 'Gags' Singh
- 2010 : The Film Emotional Atyachar : Leslie
- 2010 : I Am 24 : Gagandeep Singh
- 2010 : Iti Mrinalini: An Unfinished Letter... : Mahinder - Cinematographer
- 2011 : Mumbai Cutting : (segment "Anjane Dost")
- 2012 : Life Ki Toh Lag Gayi : Amol Ganguly
- 2012 : Ek Tha Tiger : Gopi
- 2012 : Midnight's Children : Laurel
- 2012 : Heroine : Tapanda (Dada)
- 2013 : Bombay Talkies : le père de Vicky
- 2013 : Bajatey Raho : Ballu
- 2013 : Ankhon Dekhi : Tourist Photographer
- 2014 : Titli : Vikram
- 2014 : Happy Ending : Montu
- 2015 : Gour Hari Dastaan: The Freedom File : Rajiv Singhal
- 2015 : Blue Mountains : Om (terminé)

### À la télévision
- 2020 : Hasmukh : Jimmy